# Kloster Loccum
Kloster Loccum (Lucca oder Luca) ist eine Abtei der Zisterzienser in der Stadt Rehburg-Loccum, die Ende des 16. Jahrhunderts die Augsburger Konfession angenommen hat. Rehburg-Loccum liegt in Niedersachsen, nahe dem Steinhuder Meer. Auf eine Stiftung des Grafen Wilbrand von Hallermund zurückgehend, wurde es 1163 als Filialgründung des Klosters Volkenroda in Thüringen errichtet, mit welchem es heute der Pilgerweg Loccum–Volkenroda verbindet. Primarabtei ist das Kloster Morimond. Heute gilt Kloster Loccum neben dem Kloster Maulbronn in Baden-Württemberg als das am besten erhaltene Zisterzienser-Kloster nördlich der Alpen.
Das Kloster Loccum ist eine „selbstständige geistliche Körperschaft“  in der Evangelisch-lutherischen Landeskirche Hannovers. Es dient kirchlichen Zwecken innerhalb der Landeskirche.
Die zwischen 2017 und 2021 generalsanierten Gebäude werden heute als Predigerseminar, als Tagungshaus, als Ausflugsziel und für Musikveranstaltungen, wie das KlosterKlangFestival seit 2015, genutzt. Im Jahr 2013 beging das Kloster sein 850-jähriges Bestehen.

## Geschichte

### Vorläuferanlage

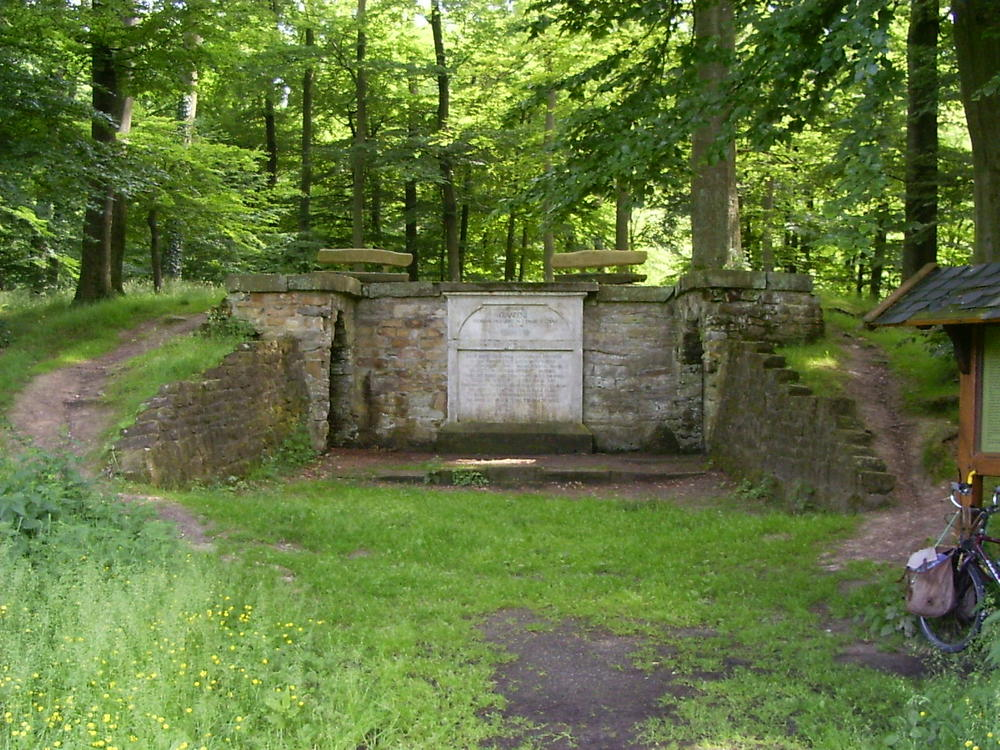
Burghügel der Luccaburg, seit 1820 Grabdenkmal

Namensgeber von Loccum war die Luccaburg, deren Reste in der Art einer Erdhügelburg sich etwa einen Kilometer südlich des Klosters in der Niederung der Fulde befinden.
Die Burg ist nach dem Geschlecht derer von Lucca benannt worden. Ihre Entstehungszeit wird im 9. oder 10. Jahrhundert vermutet. Von der Burganlage, die aus einem aufgeschütteten kreisrunden Hügel von 40 Meter Durchmesser bestand, sind kaum oberirdische Steinreste mehr vorhanden. Bei archäologischen Untersuchungen 1820, 1893 und 1914 wurde eine 2 Meter starke und fast 3 Meter tief in den Boden hineinreichende Ringmauer gefunden. Die Burg wurde wahrscheinlich bereits vor der Gründung des Klosters aufgegeben.
Seit 1820 befindet sich am Burghügel ein Grabdenkmal für einen 1818 verstorbenen Prior und Provisor des Klosters Loccum.

### Gründung

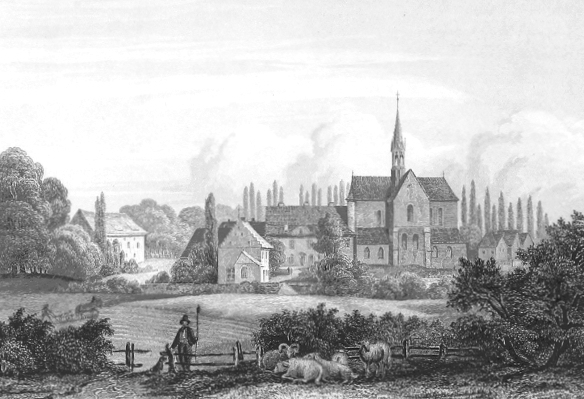
Klosteranlage im 19. Jahrhundert

Im Jahr 1163 kamen Abt Eckehard und zwölf Mönche aus dem thüringischen Zisterzienserkloster Volkenroda nach Loccum, um hier eine neue Niederlassung ihres Ordens zu gründen. Die Ansiedlung der Mönche erfolgte durch eine Stiftung von Wilbrand I. von Loccum-Hallermund, Graf von Hallermund. Dieser hatte Beatrice, die Tochter des Grafen Buchard von Lucca, geheiratet und dadurch die Luccaburg mit umliegendem Rodungsgebiet geerbt. Dieses stiftete er den Zisterziensermönchen zur Gründung eines Klosters, das nach der dann aufgegebenen Burg benannt wurde.
Um 1250 beschrieb ein Loccumer Mönch in der sogenannten Vetus narratio de fundatione Monasterii Luccensis, also der „Alten Erzählung von der Gründung des Loccumer Klosters“, die Lebensumstände der ersten Mönche als dramatisch schlecht. Danach hätten die Mönche sich an einem „Ort des Schreckens und weiter Einsamkeit“ niedergelassen, einem Ort „des Aufenthalts von Räubern und Wegelagerern“. Auch die wirtschaftlichen Verhältnisse seien so gewesen, dass die Gründerväter Loccums in Hunger und Durst die Armut Christi nachgeahmt hätten. Trotz Kälte und Hitze hätten sie aber nicht abgelassen zu arbeiten, bis sie aus der Räuberhöhle ein Haus des Gebets gemacht hatten. Diese Zustände hätten den in den Statuten der Zisterzienser festgelegten Idealen entsprochen.
Die Beschreibung entsprach jedoch nicht den wahren Umständen. Die nähere Umgebung des Klosters war besiedelt. Es ist umstritten, ob die Luccaburg, die den Kern der Stiftung bildete, noch bewohnt war. Die Nennung des zur Burg gehörenden Fronhofs in der Stiftungsurkunde des Mindener Bischofs spricht dafür. Ausweislich der Stiftungsurkunde gehörten zum Stiftungsgut zusätzlich drei namentlich bekannte Ortschaften. Auch war die Gegend nicht so unwirtlich wie beschrieben, denn in der Umgebung Loccums hatte die landwirtschaftliche Erschließung der Sumpf- und Waldgebiete bereits begonnen. Ein entweder vom Klosterstifter, dem Grafen von Loccum-Hallermund, oder vom Bischof von Minden als damaligem Territorialherrn, zum Schutze des Klosters eingerichtetes Festes Haus dürfte die 1183 erwähnte Burg Monechusen auf dem Haarberg (zwischen den heutigen Orten Rehburg und Winzlar) gewesen sein, der Stammsitz des Adelsgeschlechtes Münchhausen.
Die heute noch stehende Kirche wurde erst 1240 als Bau begonnen. Die Loccumer Mönche erschlossen vor allem in der unmittelbaren Umgebung des Klosters sowie um den Grinder Wald größere Flächen für die Landwirtschaft.

### Mittelalter
Bereits 1279 war das Kloster Loccum Hausbesitzer in Hannover. Nach zwei ersten Buden am dortigen Hokenmarkte kam 1293 ein Hof in der Osterstraße hinzu, der vor allem dem Verkauf der eigenen Getreideernte dienen sollte. Diesen Besitz erweiterte das Kloster durch den Ankauf eines weiteren Grundstückes zum Loccumer Hof, auf dem bis ins 20. Jahrhundert hinein Geschichte geschrieben wurde.
Loccum unterstand dem direkten Schutz des Reiches sowie des Papstes. Es führte den Titel eines Freien Reichsklosters. Vom Kloster Loccum ausgehend, wurde 1186 das Kloster Reinfeld besetzt.
Für Loccum lassen sich im Verlauf des 14. und 15. Jahrhunderts Anzeichen einer sich zuspitzenden Krise feststellen. Bereits seit 1206 hatte man begonnen, Land an Bauern zu verpachten. Was anfangs noch Ausnahmecharakter hatte, wurde dann im 14. Jahrhundert zur Regel. Es gab auch in Loccum nicht mehr genug Konversen, um die Grangien weiter in Eigenregie zu bewirtschaften, die Ländereien mussten aufgeteilt und an Ordensfremde ausgegeben werden. Die entstandene Grundherrschaft des Klosters unterschied sich nicht mehr von der eines herkömmlichen Benediktinerklosters. In dieser Phase endete das wirtschaftliche Wachstum des Klosters und der Konvent geriet in immer größere wirtschaftliche Schwierigkeiten. Zu Beginn des 15. Jahrhunderts musste sich Loccum verschulden, um den Unterhalt der noch verbliebenen 20 Mönche und zehn Konversen zu finanzieren. Einen Tiefpunkt stellt dabei im Jahr 1424 die Verpfändung von Messkelchen und einer Handschrift an das Kloster Scharnebeck dar, zumal die Pfänder nicht wieder ausgelöst werden konnten.
Es gibt auch direkte Hinweise auf die innere Krise des Klosters im 14. Jahrhundert. Mehrfach gab es mit Herren der Umgebung gewaltsame Auseinandersetzungen und Fehden, bei denen es vor allem um den Klosterbesitz ging. 1320 kam es im Verlauf eines solchen Streits zwischen dem Kloster und Konrad von Wendessen so weit, dass drei Loccumer Brüder den Sohn ihres Widersachers entführten und töteten.
Der Tief- und Wendepunkt der Krise wurde in der Mitte des 15. Jahrhunderts erreicht. Dabei war das Jahr 1454 entscheidend, in dem die Wahl eines neuen Abts anstand. Da sich in Loccum kein geeigneter Kandidat fand, setzte der Abt des Gründungsklosters Volkenroda die Ernennung des Abts Heinrich II. aus dem Kloster Marienrode durch. Der neue Abt begann die wirtschaftliche Situation zu verbessern. Einer seiner Nachfolger, Abt Arnold Holtvoigt (1458–1483), öffnete den Konvent für nichtadelige Chormönche, sein Nachfolger Abt Ernst (1483–1492) war selbst ein Bürgerlicher. Daraufhin verließen die adeligen Mönche das immer noch arme Kloster. Eine solche Tendenz zur „Verbürgerlichung“ des Konvents ist typisch für die Ordensreformbewegung und nicht nur auf Loccum beschränkt. Der Erfolg der Reformen ist dokumentiert im 1504 entstandenen Visitationsbericht des Abts Nicolaus von Volkenroda anlässlich der Einführung des neuen Abts Boldewin Clausing. Nun lebten wieder 40 Chormönche in Loccum, und die wirtschaftlichen Verhältnisse waren gut. Das lässt sich unter anderem am großen, in dem Dokument aufgeführten Viehbestand ablesen.

### Reformation

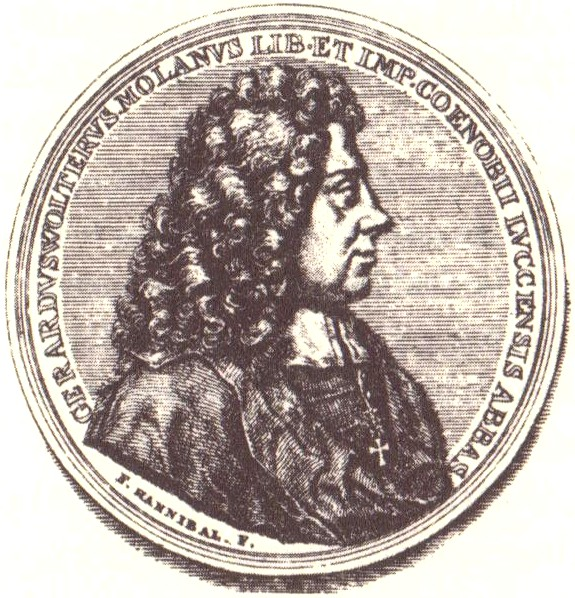
Gerhard Wolter Molanus († 1722), LIB. ET IMP. COENOBII LUCCENSIS ABBAS „Abt des freien und reichsständischen Klosters Loccum“

1585 kam das Loccumer Kloster bei Bestätigung aller bisherigen Rechte unter die Hoheit der welfischen Landesherren. Ende des 16. Jahrhunderts nahm es die Augsburger Konfession, also das Luthertum, an. Mit dem Übertritt zur evangelischen Kirche war ein Ende des mönchischen Lebens im ursprünglichen Sinn verbunden. Die Konventsmitglieder, jetzt lutherische Geistliche, legten nicht mehr die klassischen, für die gesamte Lebenszeit bindenden Mönchsgelübde der Armut, des Gehorsams und der Keuschheit ab; sie hatten das Recht, sich zu verheiraten, in diesem Fall mussten sie jedoch aus dem Konvent wieder austreten. Austritte sind überhaupt aus verschiedensten Gründen bezeugt und waren unproblematisch. Die Mitgliedschaft im Konvent hatte den Charakter einer zumindest potentiell zeitlich begrenzten beruflichen Stellung angenommen und war in der Regel keine Lebensentscheidung mehr.
Im Dreißigjährigen Krieg fanden die „Loccumer evangelischen Konventualen“ zeitweilig auf dem Loccumer Hof in Hannover Zuflucht, nachdem das Kloster durch das Restitutionsedikt eine Zeitlang einem katholischen Zisterzienser-Konvent übergeben worden war.
Die Gemeinschaft behielt ihr Klostererbe bis zur Agrarreform im 19. Jahrhundert und wurde seit dieser Zeit als calenbergischer Landstand geführt. Die landständische Eingliederung war verbunden mit der Übernahme des Vorsitzes in der Ständeversammlung, dem Calenberger Landtag, durch den jeweiligen Abt des Klosters – eine Aufgabe, die bis heute wahrgenommen wird.

### Hexenprozesse
Im Stiftsgebiet Loccum gab es zwischen 1581 und 1661 insgesamt 54 belegte Hexenprozesse. Höhepunkt waren die Jahre 1628 bis 1638 während der konfessionellen Auseinandersetzungen. Etwa 33 Menschen wurden in Hexenverfolgungen hingerichtet. Mit 15 Frauen und fünf Männern gehörten die meisten der Angeklagten zur Gemeinde Wiedensahl. Eine besondere Rolle spielte der evangelische Pastor Heinrich Rimphoff (1622–1638 in Wiedensahl), später Superintendent in Verden, genannt „großer Hexenverfolger“ und „Hexenriecher“. Er publizierte 1647 das Buch Drachenkönig – Das ist: Wahrhafftige Deutsche Christliche und hochnothwendige Beschreybunge deß grawsamen hochvermaledeyten Hexen und Zauber Teuffels in Rinteln. In einem der letzten Prozesse wurde am 2. Juni 1660 Gesche Köllers, verw. Weimars aus Wiedensahl, im Stiftsort durch das Schwert hingerichtet.
Der Rat der Stadt Rehburg-Loccum fasste am 25. September 2013 einen Beschluss zur sozialethischen Rehabilitation der Opfer der Hexenprozesse, und die Evangelisch-Lutherische Landeskirche Hannovers, der Kirchensenat und Konvent des Klosters Loccum befürworten „soziale Rehabilitation“ der Opfer der Hexenprozesse im Kloster Loccum.

## Klosteranlage
Das Kloster Loccum ist bekannt für seine gut erhaltene, bis in die spätromanische Zeit zurückreichende Bauanlage mit Kirche (Renaissance-Taufstein von 1601,) Kreuzgang und den anliegenden Räumen sowie den Wirtschaftsgebäuden. Im ehemaligen Laienrefektorium befinden sich Wandgemälde mit biblischen Szenen, welche der Maler Eduard von Gebhardt von 1884 bis 1891 geschaffen hat. Auch die zum Kloster Loccum gehörende Teich- und Waldlandschaft in der Umgebung erlaubt Einblicke in die ursprüngliche Organisation des ehemaligen Klosters als Wirtschaftsbetrieb.

### Ausgrabungen

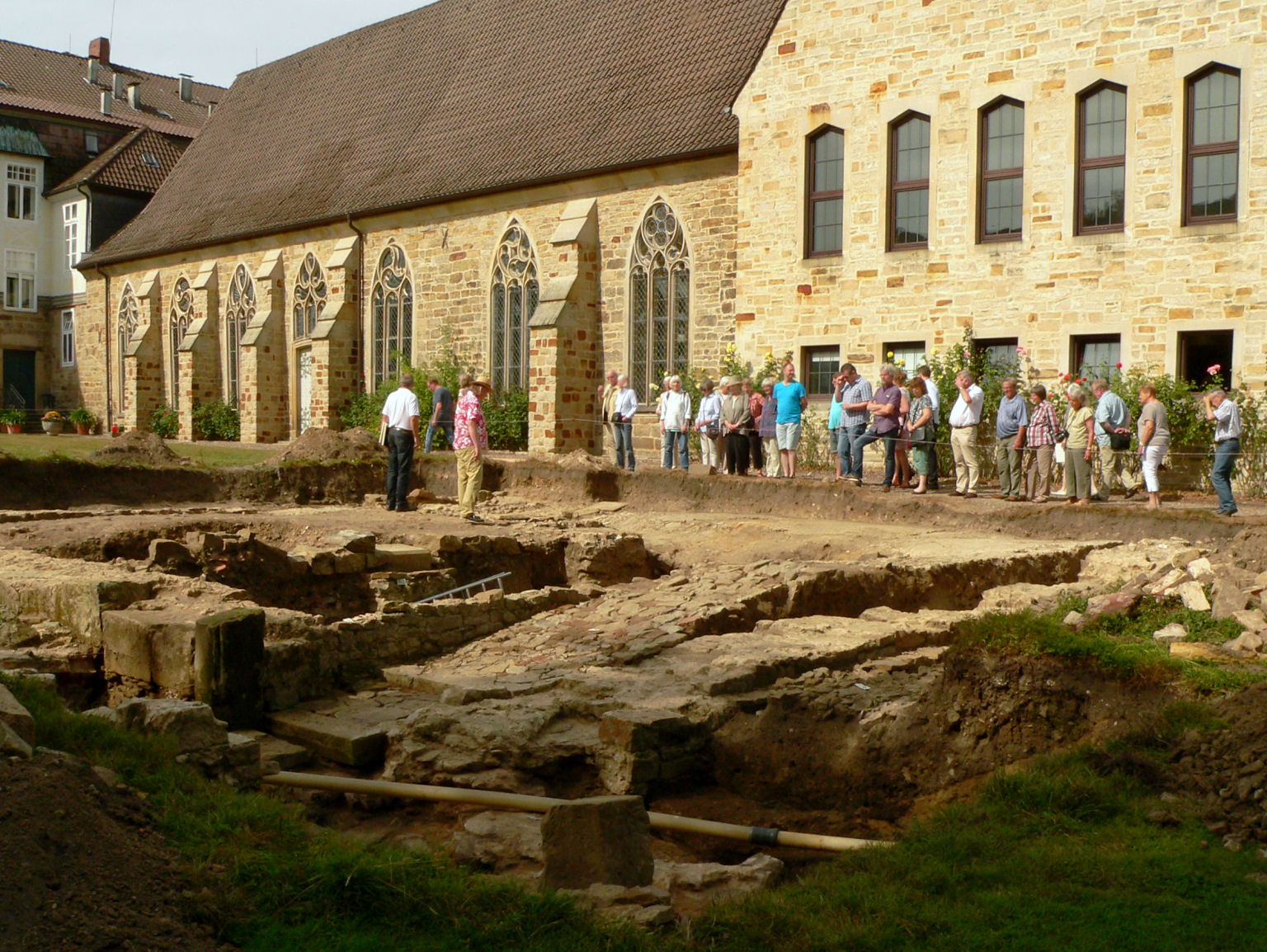
Ausgrabungsfläche mit mittelalterlichem Mauerwerk

2017 wurde im Südostbereich der Klosteranlage ein Neubau für eine Bibliothek errichtet. Der Bau entstand
auf den Fundamenten des klösterlichen Auditoriums als mittelalterlicher Vorgängerbau, der 1815 abgerissen wurde. Das historische Mauerwerk blieb im Boden erhalten und wurde durch die Überbauung nicht zerstört.
Noch vor den Bautätigkeiten führte das Niedersächsische Landesamt für Denkmalpflege (NLD) Ausgrabungen durch. 2014 gab es eine erste Grabungskampagne, die 2016 fortgesetzt wurde. Dabei wurden die romanischen Grundmauern des im 13. Jahrhundert errichteten Auditoriums mit den Maßen von etwa 20 × 14 Meter freigelegt. Unter dem früheren Bauwerk verläuft ein tonnengewölbter gemauerter Wasserkanal, der vom Brauteich zum Bach Fulde führt und noch heute in Funktion ist. Im Gebäudekeller befand sich früher eine Latrine am Wasserkanal. Unterhalb des Abortes bargen die Archäologen im 80 cm mächtigen Bodensediment des Kanals eine große Menge an Metall-, Keramik- und Glasgegenständen. Darunter waren 150 Münzen aus Kupfer und Silber, metallene Buchschließen und Kantenschützer, Schnallen und Applikationen aus Buntmetall, Fragmente bemalter und bleiverglaster Fensterscheiben, Scherben von Trinkgläsern aus dem 17. Jahrhundert, Tabakpfeifen sowie Münzen, darunter ein Denar aus dem 13. Jahrhundert mit einer Bischofsdarstellung. Die vielen gefundenen Fragmente von Tonpfeifen lassen laut dem Bezirksarchäologen des NLD Friedrich-Wilhelm Wulf darauf schließen, dass die Mönche starke Raucher waren.

### Historische Kulturlandschaft
Das Kloster und der nördliche Teil des Klosterforstes liegen innerhalb der 2,9 km² großen historischen Kulturlandschaft Loccumer Klosterlandschaft, die von landesweiter Bedeutung ist. Diese Zuordnung zu den Kulturlandschaften in Niedersachsen hat der Niedersächsische Landesbetrieb für Wasserwirtschaft, Küsten- und Naturschutz (NLWKN) 2018 getroffen. Ein besonderer, rechtlich verbindlicher Schutzstatus ist mit der Klassifizierung nicht verbunden.

### Klosterkirche

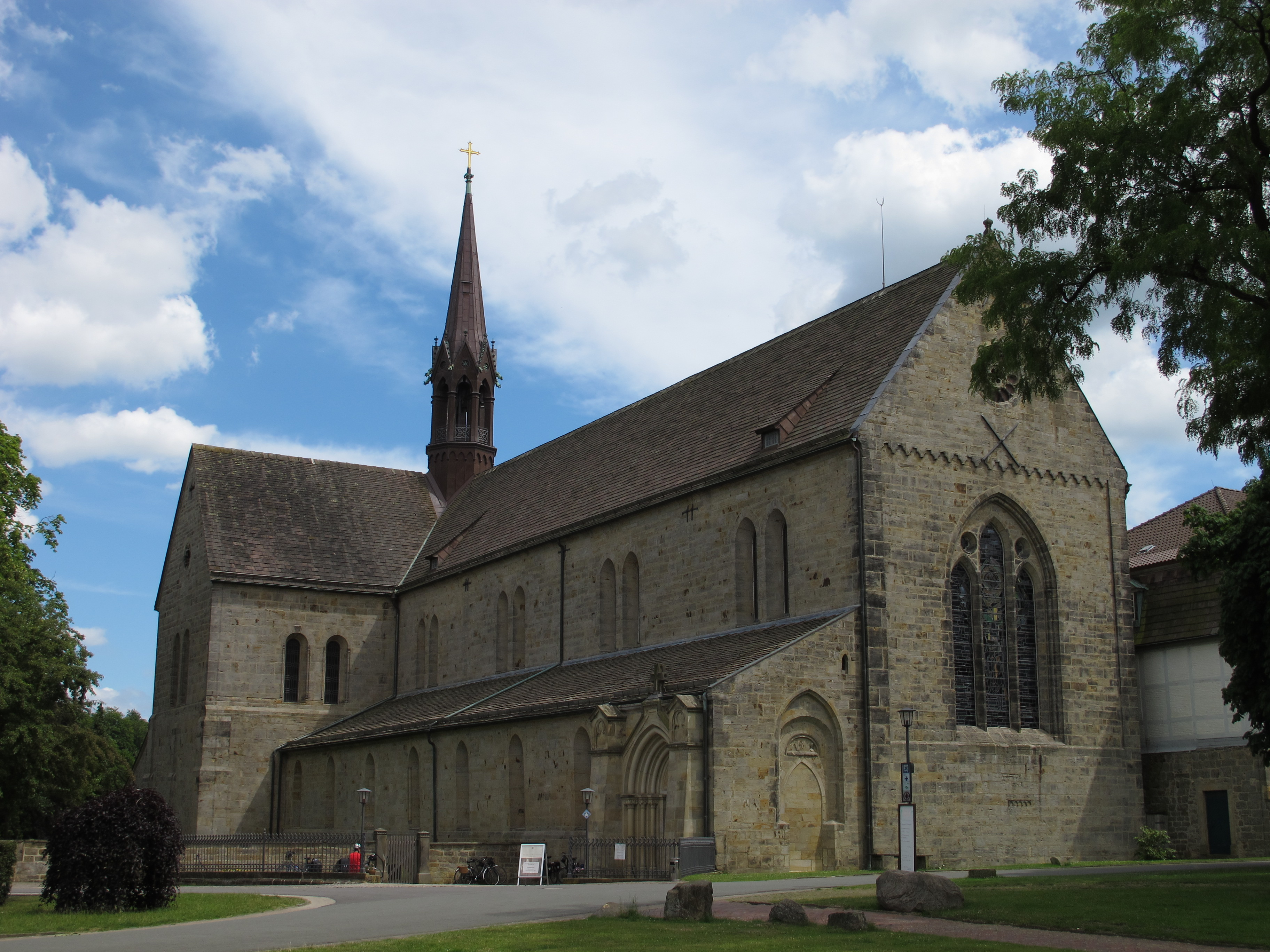
Außenansicht

Die spätromanische Klosterkirche (oder Stiftskirche) St. Maria und Georg (heute Pfarrkirche St. Georg) wurde wahrscheinlich in den Jahren von 1230/40 bis 1280 errichtet und gehört damit in die älteste Bauperiode des Klosters. Sie ist in ihrer ursprünglichen Gestalt im schlichten Stil der Zisterzienser durch die Jahrhunderte unverändert geblieben.
Die Stiftskirche wurde in den Jahren 2010–2012 grundlegend saniert, um die Statik der historischen Klosterkirche zu sichern. Außerdem wurden die Seitenkapellen ausgebaut und eine neue Orgel aufgestellt. Neu angeschafft wurde ein Bronzeguss „Amplexus“ des Künstlers Werner Franzen. Es handelt sich um einen Abguss eines Werks, das sich im Altenberger Dom befindet. Es zeigt Jesus, der sich vom Kreuz herabbeugt, um den Zisterziensermönch Bernhard von Clairvaux und den ebenfalls knienden Martin Luther zu umarmen.

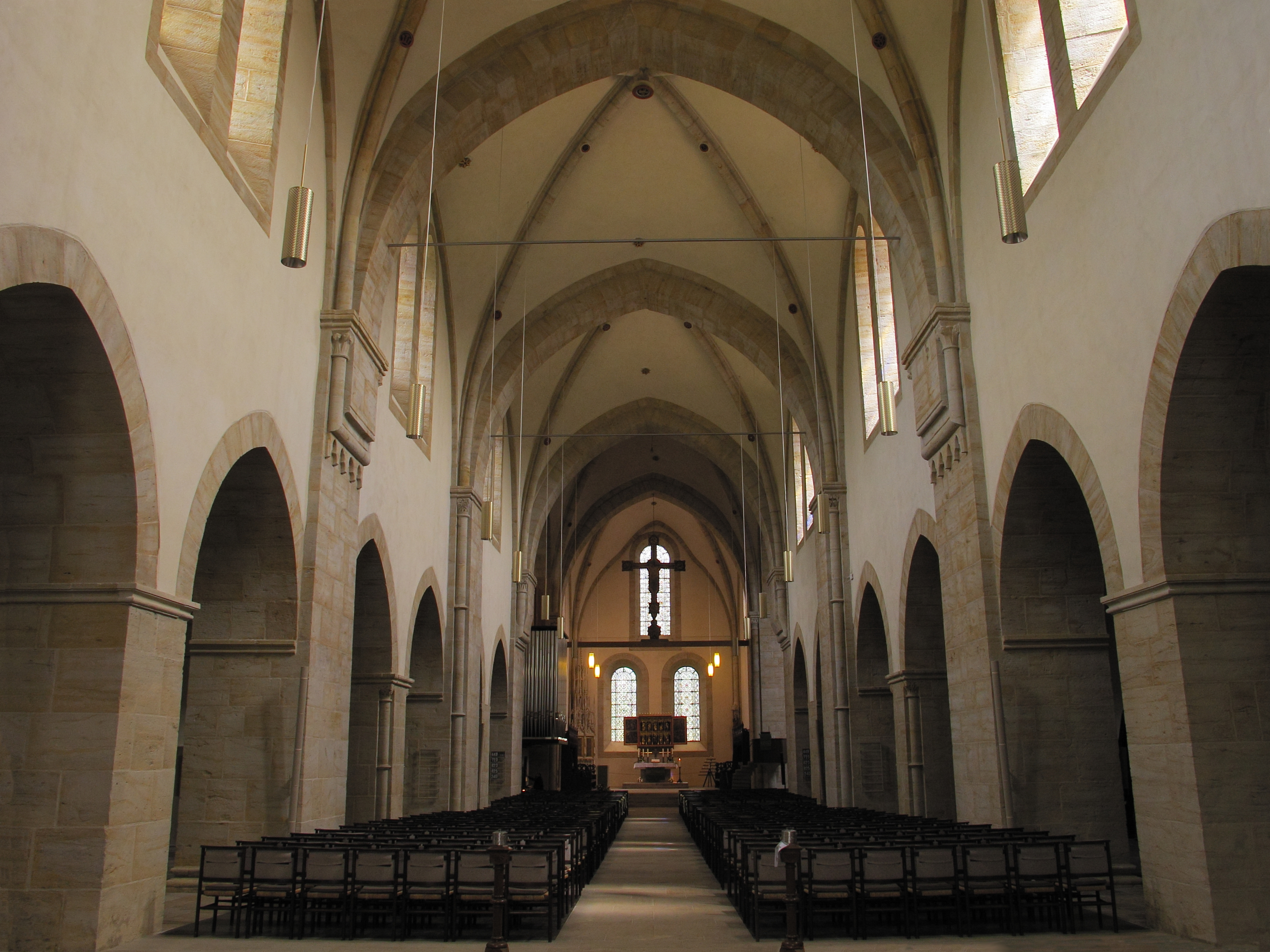
Blick auf den Altarraum
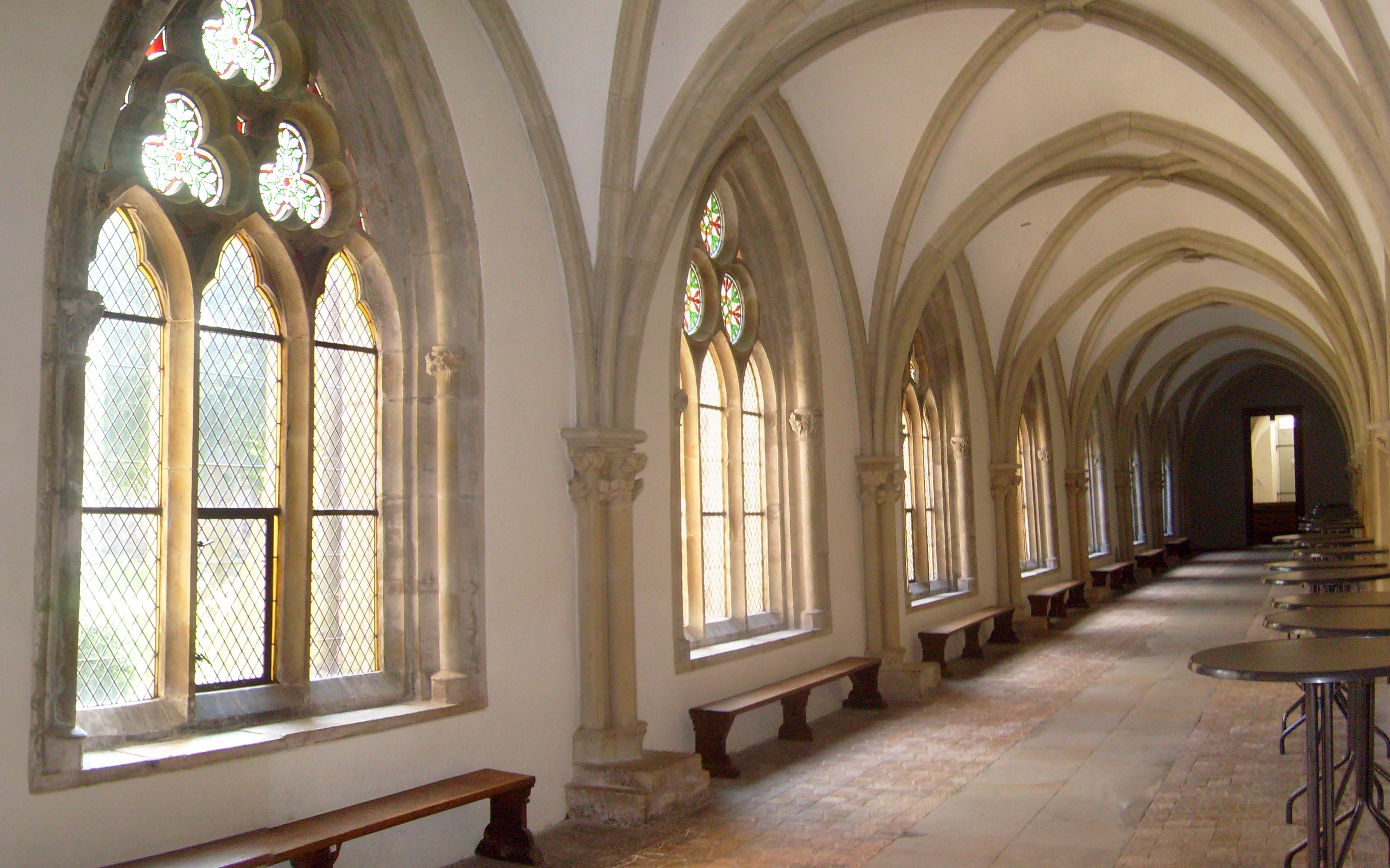
Kreuzgang
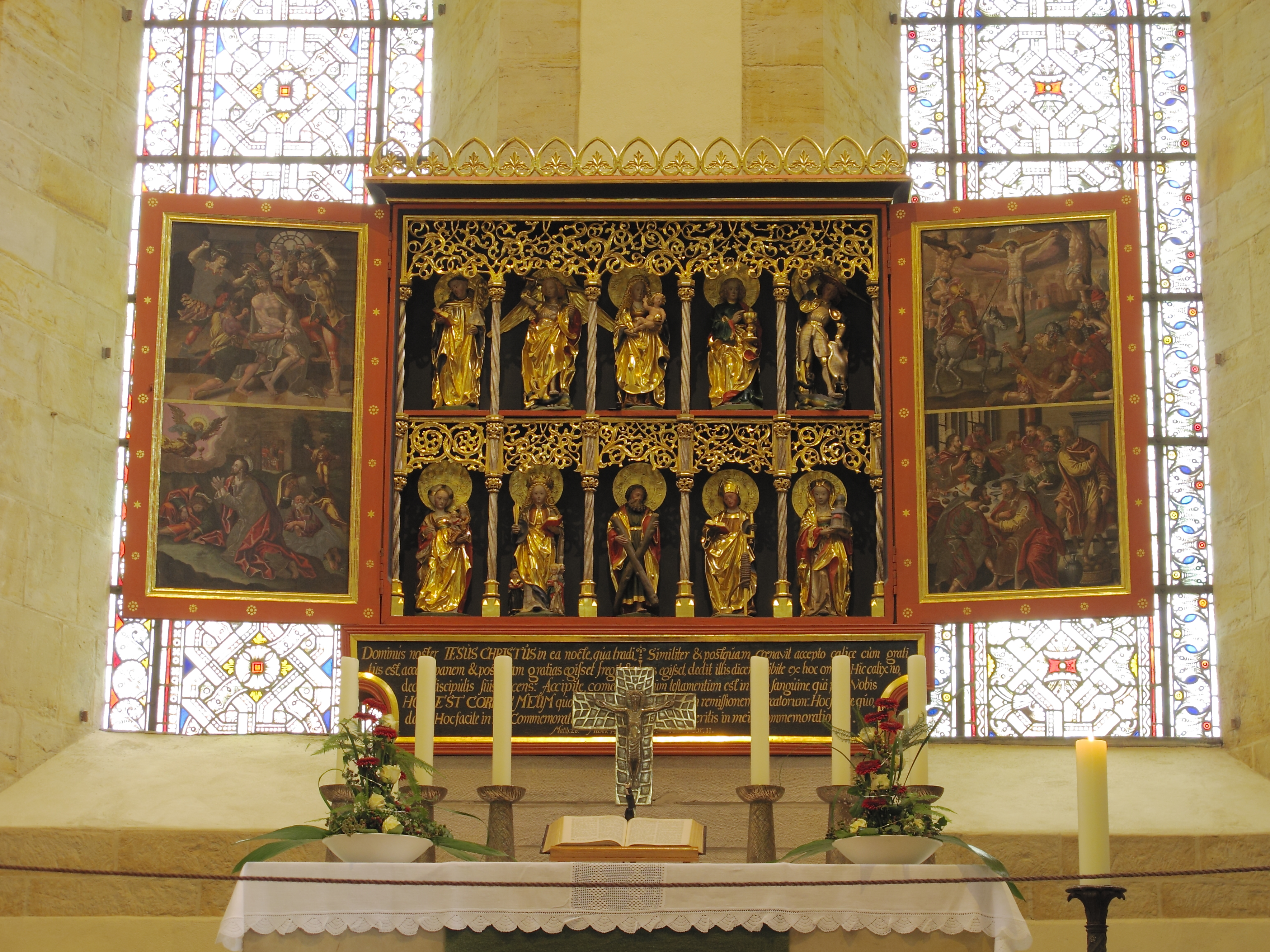
Hochaltar
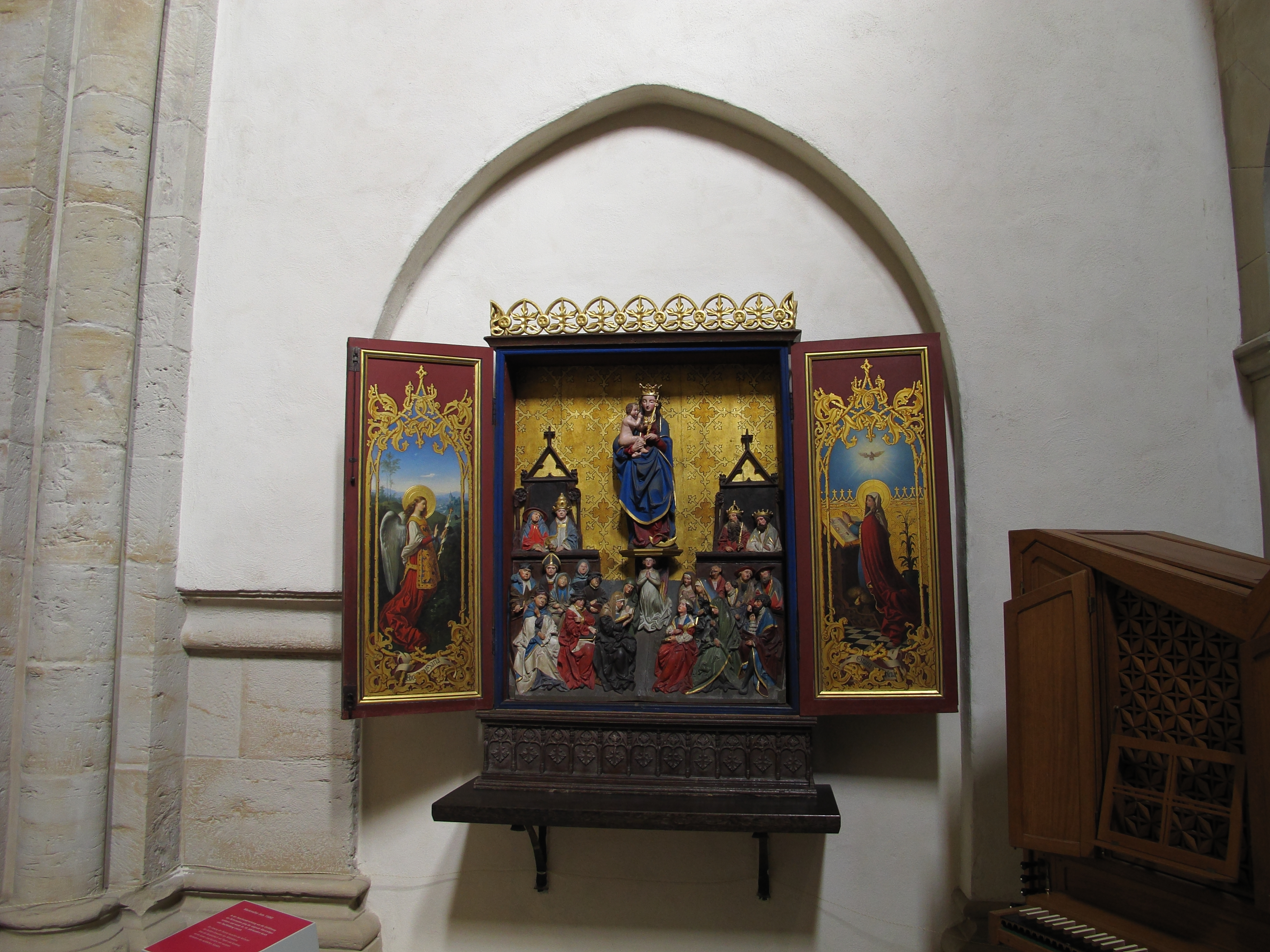
Nebenaltar
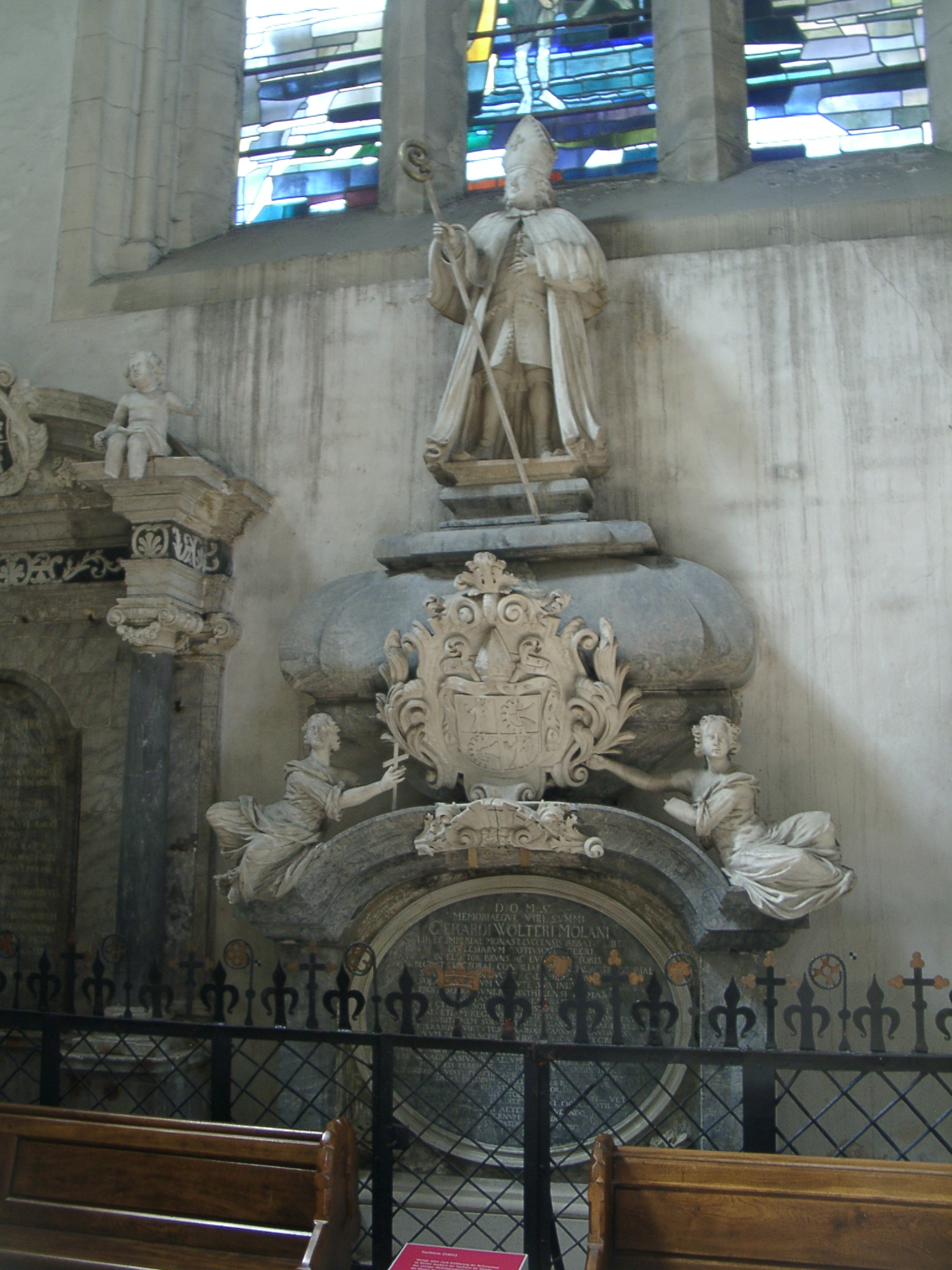
Epitaph
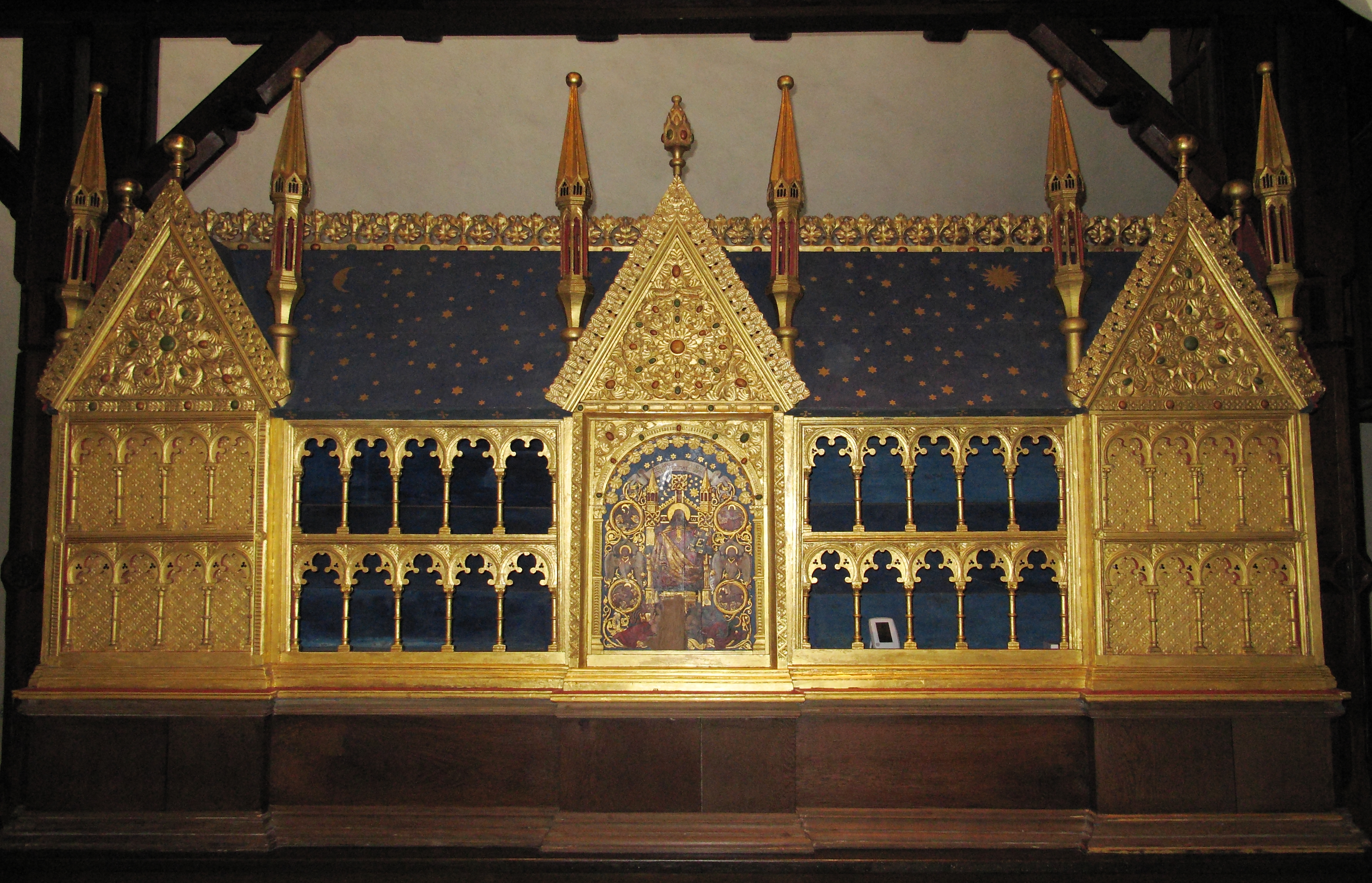
Reliquienschrein
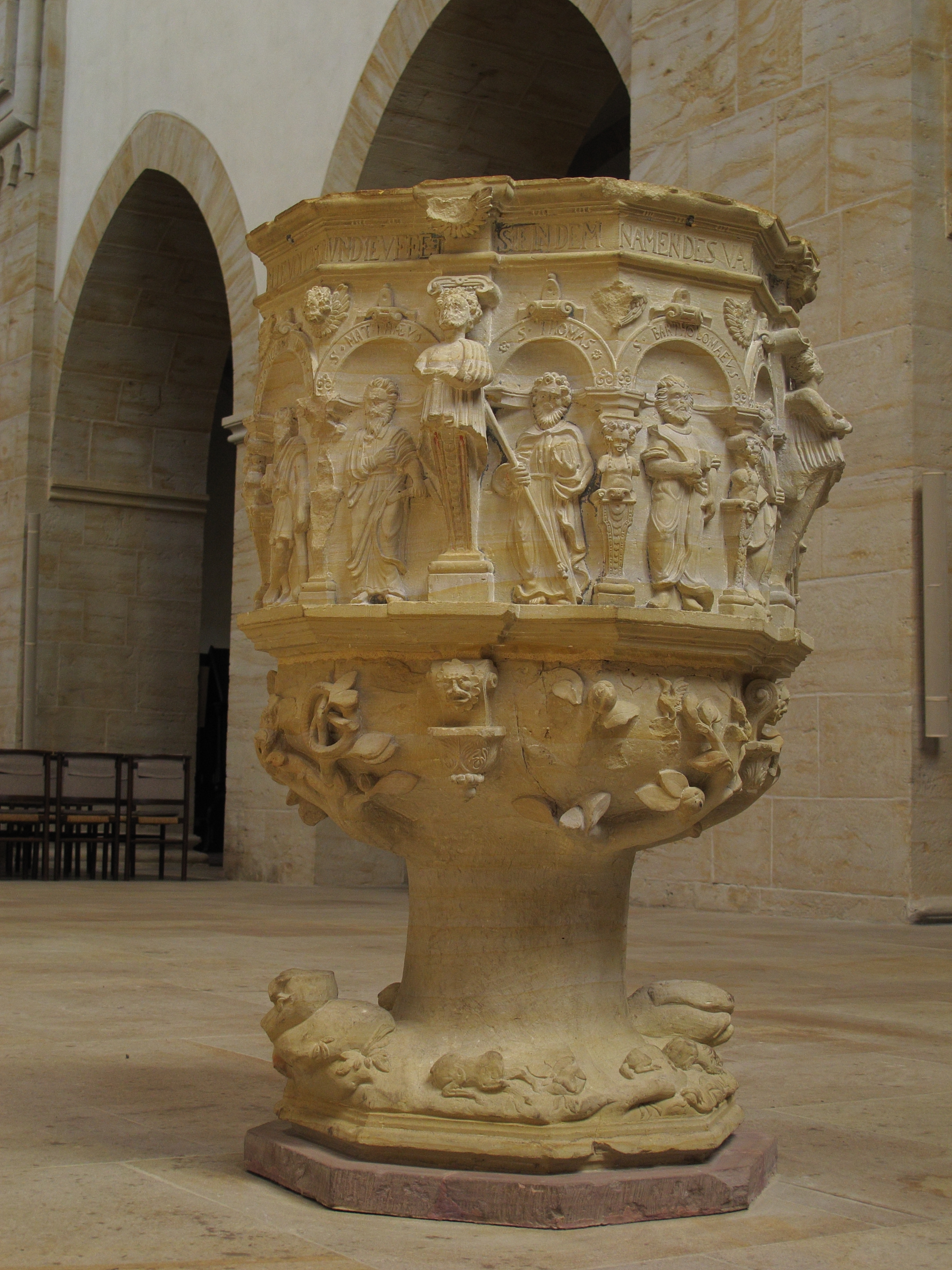
Taufbecken
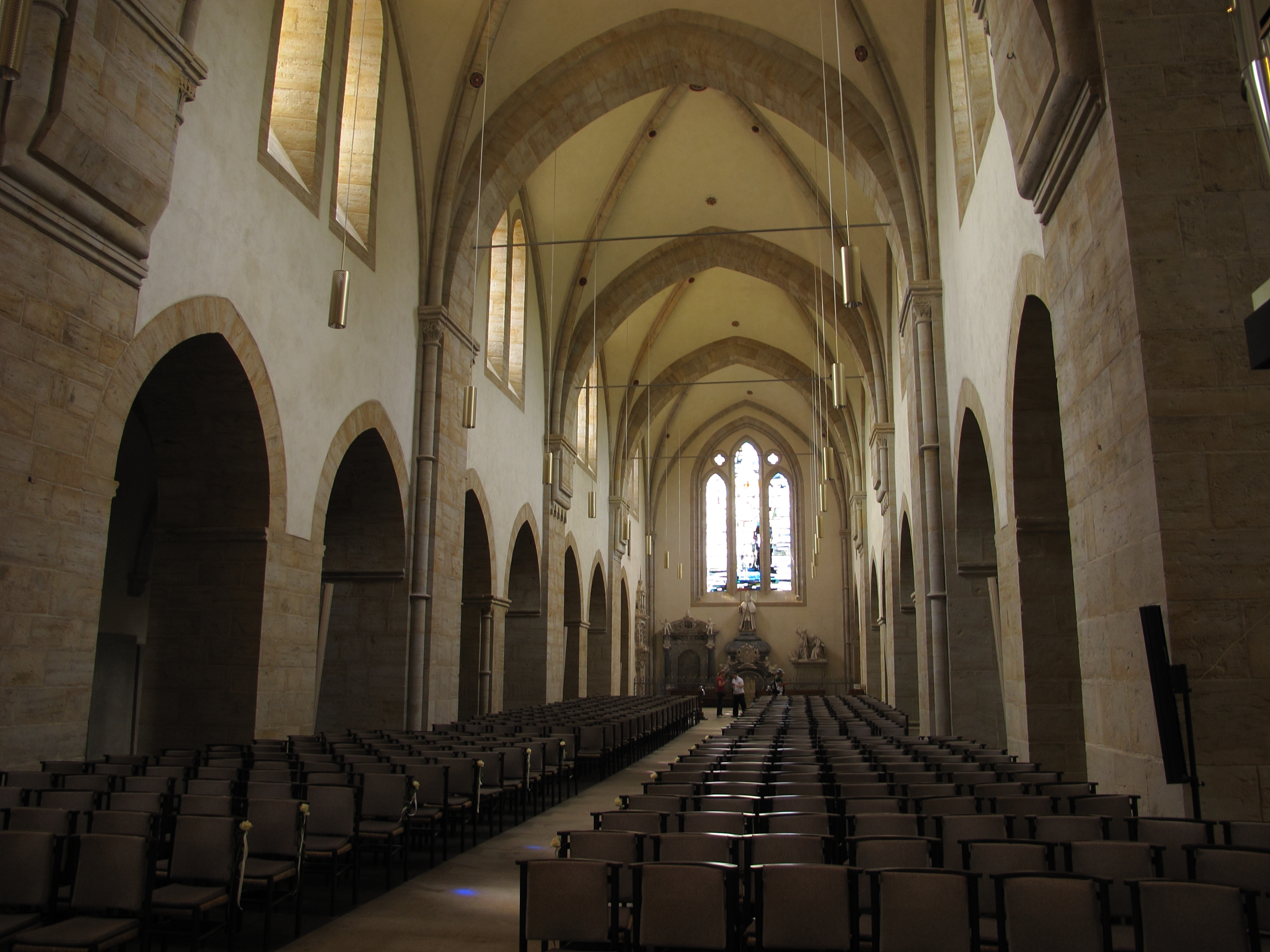
Blick nach Westen

### Orgel

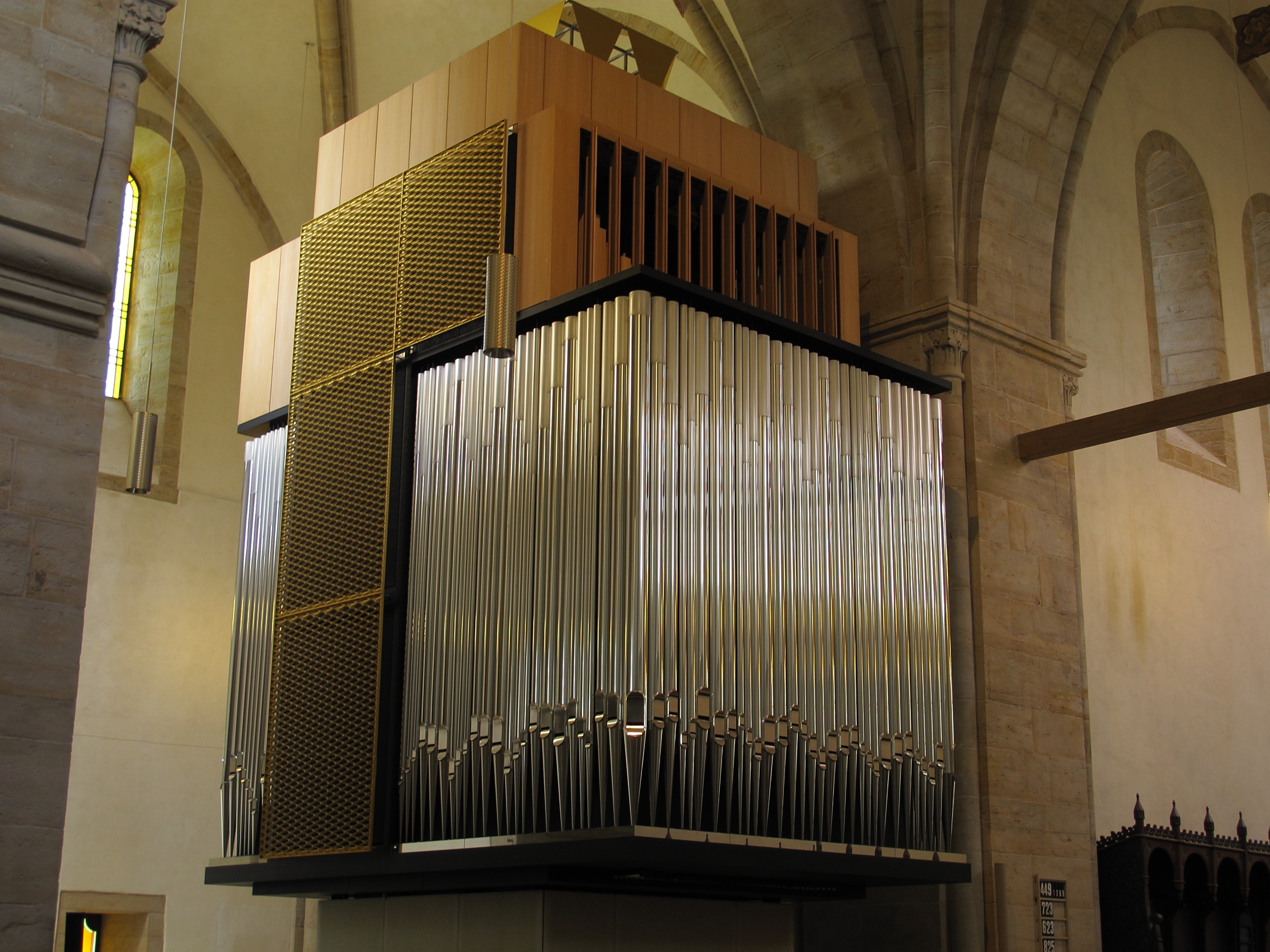
Orgel

Die Geschichte der Orgeln in der Klosterkirche reicht zurück in das 14. Jahrhundert. Das erste, größere Orgelwerk wurde wohl 1417 erbaut, unter Verwendung von Material des ersten, kleinen Instruments. 1599 erbaute der Orgelbauer Andreas de Mare die dritte Orgel, die im 18. und 19. Jahrhundert erweitert und in einem neuen Gehäuse untergebracht wurde. 1947 wurde das Instrument beim Brand der Kirche, verursacht durch einen Brand im Orgelmotor, vernichtet. Es hatte 32 Register auf drei Manualen und Pedal.
1956 errichtete der Orgelbauer Paul Ott eine neue Orgel, deren Rückpositiv 1963 fertiggestellt wurde. Das Schleifladen-Instrument hatte 40 Register auf drei Manualen und Pedal.
2011 wurde diese Orgel durch einen Neubau der Werkstatt Orgelbau Romanus Seifert & Sohn ersetzt. Dieses Instrument hat 37 Register (2.414 Pfeifen) auf drei Manualen und Pedal. Ein Großteil der Register des Hauptwerkes steht auf Wechselschleifen, die damit eine Registrierung auf das zweite Manual ermöglichen. Die Spieltrakturen und Koppeln sind mechanisch und elektrisch, die Registertrakturen sind elektrisch.
| I Hauptwerk C–g3 |                  |         |
| 01.              | Principal        | 16′     |
| 02.              | Principal        | 08′     |
| 03.              | Jubalflöte       | 08′     |
| 04.              | Viola da Gamba 0 | 08′     |
| 05.              | Großgedackt      | 08′     |
| 06.              | Octave           | 04′     |
| 07.              | Spitzflöte       | 04′     |
| 08.              | Hohlflöte        | 04′     |
| 09.              | Nasat            | 02 ⁄3′  |
| 10.              | Waldflöte        | 02′     |
| 11.              | Superoctave 0    | 02′     |
| 12.              | Terz             | 01 3⁄5′ |
| 13.              | Quinte           | 01 ⁄3′  |
| 14.              | Cornett V 0      | 08′     |
| 15.              | Mixtur VI        | 02′     |
| 16.              | Scharff IV       | 01 ⁄3′  |
| 17.              | Trompete         | 08′     |
| 18.              | Clarinette       | 08′     |
|                  | Tremulant        |         |
|                  | Zimbelstern      |         |

| II Positiv C–g3            |        |
| Principal (= Nr. 2)        | 8′     |
| Jubalflöte (= Nr. 3)       | 8′     |
| Viola da Gamba (= Nr. 4) 0 | 8′     |
| Großgedackt (= Nr. 5)      | 8′     |
| Spitzflöte (= Nr. 7)       | 4′     |
| Nasat (= Nr. 9)            | 2 ⁄3′  |
| Waldflöte (= Nr. 10)       | 2′     |
| Superoctave (= Nr. 11)     | 2′     |
| Terz (= Nr. 12)            | 1 3⁄5′ |
| Scharff IV (= Nr. 16)      | 1 ⁄3′  |
| Trompete (= Nr. 17)        | 8′     |
| Clarinette (= Nr. 18)      | 8′     |

| III Schwellwerk C–g3 |                 |        |
| 19.                  | Stillgedackt    | 16′    |
| 20.                  | Rohrflöte       | 08′    |
| 21.                  | Salicional      | 08′    |
| 22.                  | Aeoline         | 08′    |
| 23.                  | Vox coelestis   | 08′    |
| 24.                  | Fugara          | 04′    |
| 25.                  | Traverse        | 04′    |
| 26.                  | Octavin         | 02′    |
| 27.                  | Progressio IV 0 | 02 ⁄3′ |
| 28.                  | Trompete        | 08′    |
| 29.                  | Oboe            | 08′    |
| 30.                  | Vox humana      | 08′    |
|                      | Tremulant       |        |

| Pedal C–f1 |                       |     |
| 31.        | Bordun                | 32′ |
| 32.        | Principal (= Nr. 1) 0 | 16′ |
| 33.        | Violonbass            | 16′ |
| 34.        | Subbass               | 16′ |
| 35.        | Octavbass             | 08′ |
| 36.        | Cello                 | 08′ |
| 37.        | Choralbass            | 04′ |
| 38.        | Posaune               | 16′ |
| 39.        | Basstrompete          | 08′ |

- Koppeln
  - Normalkoppeln: II/I, III/I, III/II, I/P, II/P, III/P
  - Suboktavkoppeln: I/I, II/I, III/I, III/II, III/III
  - Superoktavkoppeln: III/P
- Spielhilfen: Stoßfänger ab, Frontschweller ab, Rückschweller an
- Anmerkungen:

1. ↑  Gruppenzug.

Das Instrument verfügt zudem über ein mitteltöniges Werk mit 7 Registern (sog. Spanisches Werk), das vom ersten Manual aus anspielbar ist. Die Register des spanischen Werks sind überwiegend bei c1/cis1 in Bass- und Diskantseite unterteilt.
| I Spanisches Werk CDEFGA-c3 |       |
| Flautado                    | 8′    |
| Octava (B/D)                | 4′    |
| Nasardos (B/D)              | 2 ⁄3′ |
| Nasardos (B/D)              | 2′    |

| (Fortsetzung)  |        |
| Nasardos (B/D) | 1 3⁄5′ |
| Lleno IV (B/D) | 2 ⁄3′  |
| Viejas (B/D)   | 8′     |

## Rechtsstellung
Die heutige Rechtsstellung des Klosters Loccum ergibt sich aus der Kirchenverfassung der Evangelisch-lutherischen Landeskirche Hannovers und der Klosterverfassung. Die landeskirchliche Rechtssetzung billigt dem Kloster Loccum eine weitgehende Autonomie, einschließlich des Rechts auf freie Abtwahl zu. Allerdings werden die landeskirchlichen Aufsichtsrechte, die durch den Kirchensenat (bis 2019) und seit 2020 durch das Landeskirchenamt und den Personalausschuss ausgeübt werden, gewahrt. Die einzige durch die Kirchenverfassung festgelegte Aufgabe ist der Unterhalt des Predigerseminars.
Bis heute gehört das Kloster offiziell zum Orden der Zisterzienser. Der seinerzeitige Generalabt des Zisterzienserordens Sighard Kleiner verlieh am 22. Juli 1964 Hanns Lilje den weißen Pileolus, die Kopfbedeckung der Zisterzienseräbte. Am 26. und 27. Dezember 1977 visitierte Kleiner das Kloster Loccum als erster Generalabt nach der Reformation. Im November 1980 war der damalige Prior des Klosters, Dieter Andersen, als Vertreter Liljes Repräsentant Loccums beim Symposion der Äbte und Äbtissinnen des Zisterzienserordens in Rom. Das Kloster gehört zur „Gemeinschaft Evangelischer Zisterzienser-Erben in Deutschland.“

### Konvent
Kloster Loccum als selbständige geistliche Körperschaft besteht aus dem Abt, der den Vorsitz innehat, und den in der Regel vier bis acht Konventualen. Diesem neunköpfigen Konvent, dem Kloster, gehören zumeist Geistliche und Juristen an. Es ist das Leitungsorgan des Klosters. Er ergänzt sich selbst. Der Landesbischof der Hannoverschen Landeskirche ist Mitglied eigenen Rechtes. Der Konventual-Studiendirektor des Predigerseminars ist für die Dauer seiner Amtszeit Mitglied. Die Konventualen und der Konvent wählen den Abt, seit 2020 Landesbischof Ralf Meister, und den Prior, seit 2008 Geistlicher Vizepräsident i. R. Arend de Vries, des Klosters Loccum. Der Konvent ist grundsätzlich frei in der Abtwahl, allerdings hat der Personalausschuss (bis 2019: Kirchensenat) der Hannoverschen Landeskirche das Recht der Einflussnahme auf die Wahlliste. Im August 2020 wurde die Verfassung des Klosters geändert und seitdem werden auch Frauen als ordentliche Konventuale berufen. 2021 wurde Regionalbischöfin Adelheid Ruck-Schröder als erste Frau Konventuale. 2022 folgten drei weitere Frauen.

### Konventshaus
Das Konventshaus wurde zwischen 1778 und 1780 als eindrucksvoller spätbarocker Fachwerkbau neu errichtet.

## Verbundene Einrichtungen

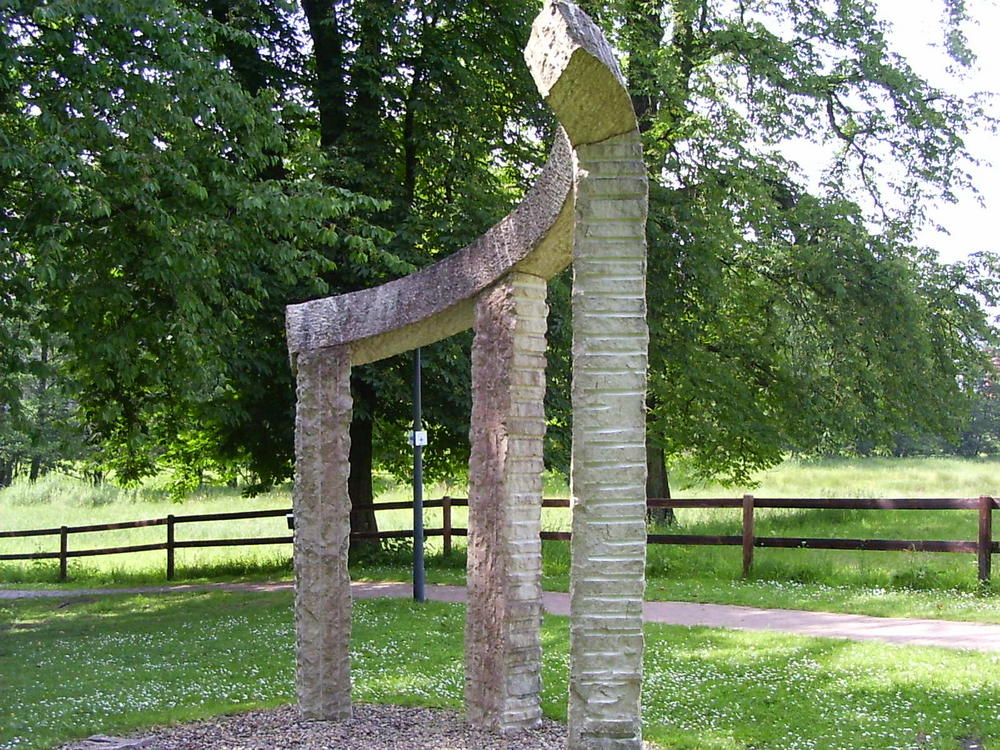
Die andere Hälfte dieses Kunstwerkes steht beim Mutterkloster Volkenroda

### Predigerseminar
Das Kloster ist seit 1820 Sitz des ältesten Predigerseminars der Evangelisch-lutherischen Landeskirche Hannovers (Predigerseminar der Ev.-luth. Landeskirche Hannovers im Kloster Loccum) und seit 2009 einziges Predigerseminar für die Ausbildung von Theologinnen und Theologen nach ihrem Universitätsabschluss. Im Rahmen dieser zweiten Ausbildungsphase werden die Vikare auf die praktischen Tätigkeiten im Pfarramt vorbereitet. Im Rahmen von Kooperationsvereinbarungen werden auch Vikare der anderen Landeskirchen auf dem Gebiet Niedersachsens und Bremen ausgebildet. Das Predigerseminar wird von einem Kuratorium beraten und beaufsichtigt, den Vorsitz führt ein Vertreter der Ausbildungsabteilung im Landeskirchenamt Hannover. Zudem gibt es den Ausbildungsbeirat, in dem Vertreter der an der Ausbildung beteiligten Einrichtungen und Gremien einen „Runden Tisch“ bilden. Die Leitung des Predigerseminars obliegt dem Konventual-Studiendirektor, der vom Kuratorium im Einvernehmen mit dem Konvent des Klosters Loccum vorgeschlagen und von der Landeskirche Hannovers berufen wird.
Die Wurzeln des Predigerseminars reichen bis in die Wende vom 18. zum 19. Jahrhundert. Ein geregelter Studienbetrieb begann auf Initiative des Abtes Johann Christoph Salfeld im Jahre 1795. In den welfischen Ländern gab es zuvor bereits praktisch-theologische Ausbildungseinrichtungen, wie an den Landesuniversitäten in Helmstedt und Göttingen.

### Akademie
Seit 1952 wirkt die Evangelische Akademie der Hannoverschen Landeskirche östlich des Klosters.

## Loccumer Vertrag
Am 19. März 1955 wurde im Kloster Loccum der Loccumer Vertrag zwischen dem Land Niedersachsen und den evangelischen Landeskirchen in Niedersachsen abgeschlossen. Er regelt die Beziehungen zwischen dem Staat und den evangelischen Kirchen, die als Körperschaften des öffentlichen Rechts anerkannt sind. Der im Loccumer Refektorium unterzeichnete Vertrag ist richtungweisend für die Beziehungen zwischen dem Staat und den evangelischen Landeskirchen in Deutschland geworden.

## Äbte des Klosters

### Mittelalter
Im Jahr 1163 kamen Abt Eckehard und zwölf Mönche aus dem thüringischen Zisterzienserkloster Volkenroda zur Gründung des Klosters. Die Liste der Äbte ist wie folgt:
- Eckehard (1163–1202, erster Abt, resignierte)
- Rathmar (1202–1234, resignierte)
- Ludwig (1234–1238)
- Berthold (I.) (1238–1239, später Bischof von Livland)
- Hermann I. (de Holle) (1238–1260)
- Theodor (I.) (auch Dietrich) (1260–1273)
- Hermann II. (1273–1279)
- Arnold (I.) (1279–1296)
- Lefhard (I.) genannt Dog (1296–1312)
- Jordanus (de Melendino) (1312–1323)
- Johannes (I.) (de Nyenborch) (1323–1324)
- Lefhard II. (de Bardeleben)(1325–1327, resigniert)
- Jordanus (de Melendino) (1327–1331, zum zweiten Mal)
- Theodor II. (de Brunswick, auch Dietrich) (1331-138, resignierte)
- Liborius (1338)
- Bernhard (I.) (Holtgravius) (1338–1340, resignierte)
- Burchard (I.) (de Peyne) (1340–1347)
- Harbord (de Mandelslo) (1347–1357, resignierte)
- Bernhard (I.) (Holtgravius) (1357–1360, zum zweiten Mal)
- Heinrich (I.) (de Revele) (1360–1363)
- Lippold (de Mandelslo) (1363–1369)
- Gottfried (de Rumesschotelen) (1369–1405)
- Ullricus de Bothmer (1405–1407)
- Walter II. (de Boldesloh) (1407–1409)
- Berthold II. (de Lunink) (1409–1415)
- Werner de Holthusen (1415–1418)
- Bartold II. (de Lunge) (1418–1422)
- Hermann II. (de Belderssen) (1422–1425)
- Johannes II. (de Witelage) (1425–1430)
- Hermann V. Lemmegho (1430–1437)
- Johannes III. Fabri (1437–1446)
- Gunther (de Rossinge) (1446–1452, resignierte)
- Matthias (de Aspelkamp) (1452–1454)
- Heinrich II. (de Indagine) (1454–1453)
- Gunther (de Rossinge) (1458)
- Arnold II. Holtvoigt (1458–1483)
- Ernst (von Petershagen) (1483–1492, erster bürgerlicher Abt, resignierte)
- Johannes IV. Plaggenmeyer (1492–1504)
- Boldewin Clausing (1504–1519, regierte während der Hildesheimer Stiftsfehde)
- Burchard II. Stöter (1519–1528, erschlagen)
- Magnus Schlüter (1528–1536)
- Walther Berkenmeyer (1536–1538, resignierte)
- Hartmann Busse (1538–1551)
- Arnold II. Söter (1551–1562)
- Richard Quette (1562–1565)
- Johannes V. Heimann (1565–1579)
- Johannes VI. Barnewoldt (1579–1591)

### Ab der Reformationszeit
Der Titel des Abtes wurde über die Reformation und das Ende des klösterlichen Lebens hinaus bis heute beibehalten.
- Johannes (VII.) Fenger (1591–1596)
- Johannes (VIII.) Beese (1596–1600)
- Theodor Stracke (1600–1629). Dieser Abt orientierte sich im Rahmen des behutsamen Übergangs des Klosters zum lutherischen Glauben offenbar wiederum stärker am römischen Bekenntnis. Ein Gemälde des 2,05 m großen Mannes befindet sich an der Südwand des Kreuzganges im Kloster. Das Taufbecken im Westen der Klosterkirche ist wohl nach seinem Maß gefertigt.[37]
- Johann IX. Kitzow, 1629–1657
  - (Bernhard von Luerwald, 1629–1634 als von katholischer Seite eingesetzter Abt)
- Johann X. Kotzebue, 1657–1677
- Gerhard Wolter Molanus, 1677–1722
- Just Christopherus Böhmer, 1722–1732
- Georg Wilhelm Ebell, 1732–1770
- Christoph Heinrich Chappuzeau, 1770–1791
- Johann Christoph Salfeld, 1791–1829
- August Ludwig Hoppenstedt, 1830, anschließend Vakanz bis 1832
- Friedrich Rupstein, 1832–1876
- Gerhard Uhlhorn, 1878–1901
- Georg Hartwig, 1902–1927
- August Marahrens, 1928–1950
- Johannes Lilje, 1950–1977
- Eduard Lohse, 1977–2000
- Horst Hirschler, 2000–2020
- Ralf Meister, seit September 2020

## Konventual-Studiendirektoren des Predigerseminars
| - Andreas Gottfried Groschupf, 1795–1800 - Carl Georg Schuster, 1800–1806 - Johann Friedrich Wilhelm Stützing, 1809–1814 - Johann Friedrich Burchard Köster, 1819–1822 - Justus Günther Eduard Leopold, 1822–1832 - Carl Erich Hüpeden, 1832–1842 - Eduard Twele, 1842–1845 - Georg August Christlieb Wolde, 1845–1850 - August Heinrich Adolf Schultze, 1850–1858 - Friedrich Düsterdieck, 1858–1865 - Carl Schuster, 1865–1880 - Wilhelm Hölscher, 1880–1885 - Albert Friedrich Hermann Rudolf Bückmann, 1885–1893 - Ludwig Ihmels, 1894–1898 - Hans Süßmann, 1899–1902 - Franz Adolph Gustav Sprenger, 1902–1906 - Friedrich Ludolf Georg Schultzen, 1906–1911 | - Heinrich Tilemann, 1912–1917 - Paul Fleisch, 1917–1924 - Philipp Meyer, 1924–1929 - Theodor Laasch, 1929–1936 - Karl Heinrich Rengstorf, ab 1936 - Cord Cordes, 1951–1959 - Dieter Andersen, 1959–1964 - Martin Kruse, 1964–1970 - Horst Hirschler, 1970–1977 - Jan Olaf Rüttgardt, 1977–1982 - Dieter Zinßer, 1982–1988 - Jürgen Johannesdotter, 1988–1992 - Hartmut Keitel, 1992–1996 - Michael Wohlgemuth, 1996–2003 - Matthias Schlicht, 2003–2008 - Christian Stäblein, 2008–2015 - Adelheid Ruck-Schröder, September 2015–2021 - Matthias Wilke, seit 2021 |

## Film
- Mauern für die Ewigkeit. Dokumentarfilm, Deutschland, 2012, 58:30 Min., Buch und Regie: Hanna Legatis, Produktion: NDR, Reihe: die nordstory, Erstsendung: 29. März 2013 bei Phoenix, Inhaltsangabe von ARD (Memento vom 22. Juli 2014 im Internet Archive).